# Iván Darío Maldonado Bello
Iván Darío Maldonado Bello (Caracas, Venezuela, 28 de enero de 1913 - Estados Unidos, 8 de septiembre de 2007) fue un abogado y empresario venezolano. Es conocido por sus aportes a la agroindustria y la ganadería venezolanas, por su trayectoria como empresario en el sector bancario y de seguros, así como por las labores vinculadas a la conservación de la naturaleza. También se desempeñó como Director del Ministerio de Agricultura y Cría (1940) y como Gobernador del Estado Carabobo (1957).

## Biografía
Iván Darío Maldonado Bello nació el 28 de enero de 1913 en Caracas. Fue hijo del médico, antropólogo, escritor y político venezolano Samuel Darío Maldonado Vivas y Dolores (Lola) Bello de Maldonado. Fue hermano del médico, empresario, diplomático y cantante de ópera Ricardo Juan Maldonado Bello.

### Familia
Su primer hijo es Marcos Maldonado González, hijo también de Mercedes González. El 3 de octubre de 1943 se casó con Elsa Blaubach Horrocks y de esa unión nacieron: Milagros, Álvaro, Juan y Alonso. Junto con sus hijos, establece un modelo familiar de inversiones que permite expandir sus proyectos empresariales en el ámbito nacional e internacional (Estados Unidos). El 24 de agosto de 1985 se casó en segundas nupcias con Martha Santeliz, quien lo acompañó hasta sus últimos días. El 8 de septiembre de 2007, Maldonado fallece en Miami (EE. UU.).

### Estudios

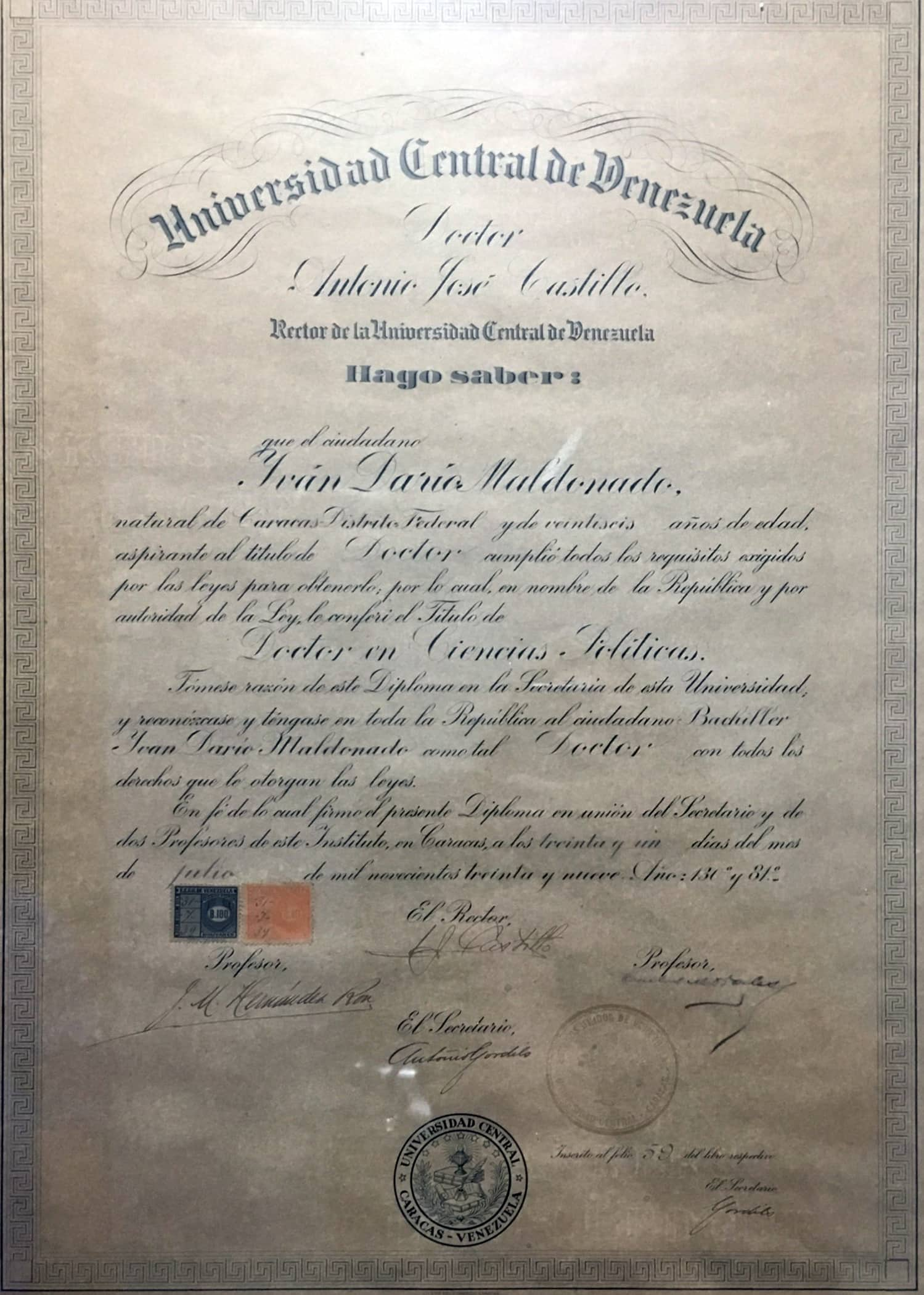
Título de Abogado del Dr. Iván Darío Maldonado.

Sus estudios de bachillerato fueron interrumpidos por participar en los sucesos políticos de los cuales fueron protagonistas principales los miembros de la Generación del 28 de Venezuela. Por ello, a sus quince años de edad fue trasladado a la Colonia de Araira, lugar que funcionó durante la dictadura de Juan Vicente Gómez como centro de trabajos forzados. Manuel Acosta Silva (1970) en Historias del 28 señala que a principios de octubre de 1928, 172 estudiantes fueron enviados esa colonia en tres grupos. En el tercer grupo, conocido como el "de los 32", se encontraba Iván Darío.
Allí permaneció hasta marzo de 1929, año en que fue trasladado al Castillo San Felipe, en Puerto Cabello, el cual funcionaba como una cárcel durante el período gomecista. Fue liberado junto a un grupo de estudiantes en noviembre de 1929. Al salir de la cárcel viaja con su madre a Alemania.
Se presume que regresa a Venezuela antes de 1932 y ese año obtiene su título de Bachiller en el Liceo Andrés Bello de Caracas. Sin embargo, el título de Bachiller en Filosofía le fue entregado en 1934 por el Dr. Plácido Daniel Rodríguez. Ese mismo año realizó el primer curso de Prácticas de Sanidad Animal hecho en Venezuela, considerado éste como el inicio formal de la medicina veterinaria en el país y que da paso, años después,  a la creación de la Facultad de Ciencias Veterinarias (1959) de la Universidad Central de Venezuela (UCV). El 20 de diciembre, a sus 21 años de edad, recibe su diploma de “Práctico en Sanidad Animal” de manos del Dr. Vladimir Kubes.
En 1936 cursó estudios de contabilidad en la Escuela de Comercio de Caracas y de Estadística en la Universidad Central de Venezuela.
En julio de 1939 recibió el título de Doctor en Ciencias Políticas por la Universidad Central de Venezuela, luego de la presentación de su tesis titulada Crédito para la producción agrícola: estructura jurídica, formas habituales. Entre el jurado de esta se encontraban Arturo Uslar Pietri, Eduardo López V. y Tito Gutiérrez Alfaro, quienes recomendaron su publicación. Fue publicada por la Editorial Cóndor (1939). En agosto del mismo año le fue otorgado su título de abogado por la Corte Suprema del Distrito Federal.
En 1941 cursó estudios en la Escuela de Aviación Militar Boca del Río en Maracay, y en 1943 realizó un curso sobre tierras de pasto en la Universidad de Pensilvania de Estados Unidos.

## Trayectoria profesional

### Ganadería
A finales de los años treinta y a principios de los cuarenta, Maldonado comenzó su actividad ganadera con la conducción del Hato El Frío, propiedad familiar adquirida en 1911 por su padre. Este fue el inicio de la conformación de una compleja red de unidades de producción pecuaria en varios estados del país. Además de El Frío, también estuvo a cargo de los hatos Santo Cristo, Los Yopitos, Santa Cruz, El Socorro, Paya, Barrera, María Dolores, Espinito, Corralito, Manirito, Menoreño y Los Samanes.
En 1939 fue miembro fundador de la Asociación Nacional de Ganaderos y de la Ganadera Nacional Cooperativa (GANACO) creada por ganaderos apureños. Esta asociación fue conocida por iniciar el traslado aéreo del ganado desde el llano hasta la capital para evitar enfermedades, así como por transportar carne por la misma vía a los mercados del centro del país.
En 1940, siendo Director de Ganadería en el Ministerio de Agricultura y Cría (MAC), organiza la I Convención de Médicos Veterinarios Regionales. 
A inicios de los años 70, Maldonado se interesa en las investigaciones científicas y aportes a la mejora de razas de ganado del zootecnista sudafricano Jhan Bonsma, quien desde el año 1937 trabajó en la creación de la raza Bonsmara. En 1973 adquirió un terreno e inició su actividad ganadera en Sudáfrica con el fin de conocer los principios y técnicas de la ganadería sudafricana y trabajar en la mejora de la raza ganadera venezolana; allí crea la compañía agropecuaria Ven-África. 

Actualmente es una reserva animal privada en la cual se practica ecoturismo. En 1991 fue uno de los miembros fundadores del Consejo Venezolana de la Carne, gremio creado 20 de junio en el estado Miranda. El periodista Alfredo Fermín (1999) comentó lo siguiente en el diario El Carabobeño acerca del aporte del Dr. Maldonado a la ganadería:
«Iván Darío Maldonado es un hombre que hizo una gran fortuna a fuerza de trabajo. Hace 50 años, desde su hato El Frío en el estado Apure, llevaba una punta de ganado de 700 reses hasta Villavicencio, cerca de Bogotá para vender sus productos luego de 45 días de travesía a caballo. En una finca que tiene muy cerca de aquí de Valencia, llamada Barrera, cultivó, por primera vez en nuestro país, el pasto Brachiaria Decumbens: introdujo el mestizaje del ganado Cebú e industrializó el chigüire, para lo cual hizo lagos artificiales, que en el llano no los había, porque esos animales sólo se reproducen en el agua y en tiempos cuando no llueve en la región»
Iván Darío Maldonado también es conocido por ser uno de los primeros ganaderos en adquirir vientres de ganado Brahman en Texas y Lousiana (EE. UU.) desde la década de los años cincuenta. 

### Compañía Anónima de Inversiones Venezolanas Ganaderas
En 1948 lidera un grupo de ganaderos de Venezuela para formar la Compañía Anónima de Inversiones Venezolanas Ganaderas (INVEGA),  empresa dedicada a la cría, levante y ceba de bovinos, así como a la investigación científica en torno a la mejora de razas de ganado y el cultivo de diversos tipos de pasto (agrostología). Son aportes de dicha empresa la introducción de los primeros vientres de ganado Brahman al país así como la introducción de variedades de pastos que contribuirían a la optimización de la salud de los rebaños. 
Su extensión está fraccionada desde El Samán de Apure hasta la ciudad de Valencia. En 1962, Iván Darío Maldonado logró una asociación con la compañía NAFARMS de Nelson Rockefeller, creando de esta forma la MALNAR LIMITED (Maldonado – Nelson Rockefeller). La asociación duró hasta 1977. Actualmente INVEGA continúa sus actividades de explotación comercial e industrial de ganado, a las cuales se ha sumado la ganadería bufalina.

### Industrias Lácteas de Carabobo
Un año después (1949) lidera nuevamente un grupo de ganaderos, esta vez pertenecientes al estado Carabobo, para fundar el 5 de mayo de 1949 en la ciudad de Valencia (Venezuela) la empresa Industrias Lácteas de Carabobo (INLACA) en asociación con la empresa International Basic Economic Corporation (IBEC), propiedad de la familia Rockefeller. Siendo esta es la primera empresa de leche pasteurizada en el país. Esta empresa sigue activa, pero deja de ser propiedad de la familia Maldonado en 2019.

### Ámbito empresarial
El desarrollo de su carrera empresarial se inició en la agroindustria, específicamente con la actividad ganadera, luego se expande al área de la banca privada y los seguros. Entre los cargos y las empresas fundadas por Maldonado destacan:
- Presidente y fundador de la Compañía Anónima Inversiones Venezolanas Ganaderas (C.A. INVEGA, 1948) Valencia.
- Fundador y director del Banco Carabobo.
- Director del Banco Miranda y el Banco de Aragua.
- Director de International Basic Economic Corporation IBEC (Estados Unidos). Empresa fundada por Nelson Rockefeller y sus hermanos para el desarrollo, la distribución y la comercialización de la industria agropecuaria.[18]
- Presidente y fundador de la Compañía Internacional Agropecuaria NARFARMS (1962).
- Director y fundador en Venezuela de una subsidiaria de la Compañía de Corretaje Internacional de Seguros Hunter and Huggins.
- Presidente y accionario de Seguros La Previsora (Venezuela, 1970).
- Accionario de Seguros Los Andes.[1]

## Conservación de la fauna y flora

### Hato El Frío
El Hato El Frío, propiedad adquirida por su padre en 1911, es una llanura de 76.000 hectáreas situada en el estado Apure, entre El Samán y Mantecal. Pertenece a la compañía Inversiones Venezolanas Ganaderas (INVEGA C.A.) y a la familia Maldonado. La flora de este hato incluye más de 300 especies, de las que 200 son plantas acuáticas. Dentro de la fauna se encuentran identificadas 319 especies de aves, 200 especies de peces, 20 anfibios, más de 80 especies de mamíferos y 29 especies de reptiles.
Desde que Maldonado asume El Frío, aplicó reglas de conservación de la flora y fauna silvestre. Prohibió la permanencia de perros en el hato, armas de fuego y el asesinato, la captura o el comercio de los animales silvestres. Igualmente, mantenerlos en cautiverio. Sus medidas generaron un gran aumento en la fauna de El Frío. Su modelo de gestión estaba basado en que la productividad dependía de la luz, de la temperatura, del relieve y del agua. Por ello, promovió un sistema basado en la construcción de terraplenes para retener el agua y garantizar mejores condiciones ecológicas.

### Estación Biológica El Frío

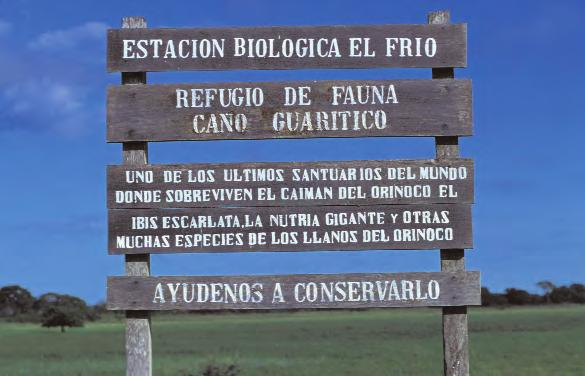
Cartel de la Estación Biológica El Frío

Junto con el biólogo Javier Castroviejo creó la Estación Biológica El Frío (EBEF) en 1977. Se establecen como principales objetivos la conservación de la flora y fauna nacional así como la promoción de Venezuela y sus llanos en el ámbito nacional e internacional. En sus instalaciones se llevaron a cabo decenas de documentales, más de una docena de tesis doctorales, 20 tesis de licenciatura, decenas de ponencias en congresos y cursos de Maestría, publicaciones divulgativas y más de 200 publicaciones científicas.
También fue escenario de prácticas de campo en cinco ediciones del Máster en Gestión de la Biodiversidad en los Trópicos, un programa con becas para estudiantes de Latinoamérica promovido y financiado por la Fundación Carolina con la coordinación académica de la Fundación Amigos de Doñana y el apoyo de la Universidad San Pablo CEU, la UNESCO y la propia Asociación Amigos de Doñana. Además, fue pionera en el Programa de Reintroducción y Conservación del Caimán del Orinoco (Crocodylus intermedius). También, en ella se facilitaron y financiaron proyectos de investigación de diversas instituciones nacionales e internacionales como: Universidad Central de Venezuela, Universidad Simón Bolívar, Universidad de los Andes, Universidad Experimental de los Llanos Ezequiel Zamora, Universidad de Sevilla, Universidad de Copenhague y el Jardín Botánico de Madrid.
La estación dejó de funcionar en abril de 2009, año en que el presidente Hugo Rafael Chávez Frías ordena la ocupación y desalojo de la propiedad a partir de un decreto dictado el 31 de marzo.

## Cargos públicos

### Director del Ministerio de Agricultura y Cría
En 1940, siendo Director de Ganadería en el Ministerio de Agricultura y Cría (MAC), organiza la I Convención de Médicos Veterinarios, durante la presidencia de Eleazar López Contreras. Según Pedro E. Piñate B. citado por Carlos Ruiz Martínez (1966) en Veterinaria Venezolana los resultados de esta convención fueron los siguientes:
«En fin, en aquella Primera Convención de Médicos Veterinarios Regionales, en septiembre de 1940, se adoptaron dos Resoluciones que ponen muy en alto la jerarquía progresista de aquellos colegas: 1. Iniciar en Venezuela trabajos prácticos sobre el método de inseminación artificial, de gran trascendencia en el progreso de la industria ganadera puesto que mejoran y aumentan simultáneamente la cría. 2. Difundir entre los criadores los métodos más usuales para conservar pastos en almiares o heniles, en previsión a la escasez, se haría más factible con el aumento de la producción, proporcionándole a los animales buen alimento durante todo el año.»

### Gobernador de Carabobo
En 1957 fue gobernador del Estado Carabobo durante la presidencia de Marcos Pérez Jiménez. Resalta en este cargo por decretar la fundación de la Junta Promotora del Parque Metropolitano de Valencia y la contratación del levantamiento topográfico y catastro de la zona afectada por el parque a la empresa Cartográfica Mercator. En 1958, tras el golpe de Estado al gobierno de Marcos Pérez Jiménez, cesa en sus funciones.